# Hyperdimension Neptunia Mk2
Hyperdimension Neptunia mk2 (яп. 超次元ゲイム ネプテューヌ) — японская ролевая игра, разработанная компаниями Idea Factory и Compile Heart, и изданная компаниями 5pb., Gust Co. Ltd. и Nippon Ichi Software. Является прямым сиквелом Hyperdimension Neptunia. Анонсирована 12 апреля 2011 года для платформы Playstation 3. Вышла 18 Августа 2011 года в Японии, а затем в феврале 2012 года в Северной Америке и Европе. ESRB присвоило рейтинг «M». В сиквеле добавлены новые персонажи, геймплей был обновлен.
Hyperdimension Neptunia Re;Birth 2: Sisters Generation — Ремейк второй игры для Playstation Vita. ESRB присвоило рейтинг «T». Анонсирована Idea Factory и Compile Heart, во время интервью Tokyo Game Show 2013. Вышла 20 марта 2014 года в Японии. И в январе 2015 года в Северной Америке и Европе, а на PC вышла 29 мая 2015 года.

## Игровой процесс
В Mk2 присутствуют две зоны: карта мира и поле сражения. Между персонажами происходят диалоги, которые содержат как субтитры, так и голоса героев. Во время диалогов игрок видит только персонажей. Поле сражения — это ограниченная трёхмерная локация, на которой игрок управляет своей командой, пытаясь победить врагов.

## Сюжет
20XX года. Во вселенной из первой игры, где Арфоар, главная антагонистка из первой игры мертва, сила, известная как ASIC (Синдикат Международного Преступления Арфоар), группа, исключительно посвященная к покойной Арфор, повысилась во главе с Волшебством CFW. За эти годы, влияние ASIC стало все более и более сильным, в настоящее время затрагивая большинство жителей Геймдустрии, в ответ на угрозу, богини и Непгир отправляются в Кладбище Геймдустрии, чтобы сражаться с ASIC. Однако пять богинь были подавлены и захвачены. Три года спустя ИФ и Компа прибывают на место, чтобы найти Нептун.

## Отзывы и продажи
| Сводный рейтинг | Сводный рейтинг | Сводный рейтинг |
| Издание         | Оценка          | Оценка          |
| Издание         | PS3             | PS Vita         |
| --------------- | --------------- | --------------- |
| GameRankings    | 60,33 %         | 67,61 %         |

Летом 2018 года, благодаря уязвимости в защите Steam Web API, стало известно, что точное количество пользователей сервиса Steam, которые играли в Hyperdimension Neptunia Re;Birth 2: Sisters Generation хотя бы один раз, составляет 131 949 человек.